# Kymco
KYMCO hay Kwang Yang Motor Co, Ltd (Hán Ngữ: 光陽 工業/光陽機車 , Hán-Việt: Quang Dương Công Nghiệp / Quang Dương Cơ Xa, Bính Âm: Guāng yáng gōng yè, Chú Âm: ㄍㄨㄤ ㄧㄤˊ ㄍㄨㄥ ㄧㄝˋ), là một công ty của Đài Loan chuyên sản xuất các loại xe tay ga, xe điện, xe ATV (xe đa địa hình).

## Lịch sử
- Được thành lập vào năm 1963 sau khi tách từ Honda, KYMCO ban đầu sản xuất phụ tùng cho Honda.
- Công ty cho ra mắt mẫu xe tay ga hoàn chỉnh đầu tiên của mình vào năm 1970
- Bắt đầu dùng tên "KYMCO" là thương hiệu quảng bá năm 1992.
- Trong những năm 2000, KYMCO đã trở thành nhà sản xuất xe máy lớn nhất tại Đài Loan và là hãng sản xuất xe tay ga lớn thứ năm thế giới.
- Trụ sở chính và nhà máy của KYMCO được đặt tại Cao Hùng, Đài Loan, với hơn 3.000 nhân viên. Công ty có cơ sở sản xuất tại Jakarta (Indonesia); Bình Dương (Việt Nam); Petaling Jaya (Malaysia); Thượng Hải, Thành Đô và Trường Sa

Vào đầu năm 2008, KYMCO được lựa chọn là nhà cung cấp động cơ cho xe G450 X Enduro của BMW.
Vào cuối năm 2013, Kawasaki công bố mẫu xe tay ga mới J300 được sản xuất với sự hợp tác KYMCO.

## Các mẫu xe tay ga tại Việt Nam
- Jockey 125cc
- Like 125cc, Like 50cc
- Candy Hi 50 cc, Candy S 50 cc
- Candy 4U 110 cc, Candy Hi 110cc
- Many Fi 125cc
- Many Macaron 125cc
- People 16 Fi 125cc
- K-pipe 125cc, K-pipe 50cc
- People S 125cc
- Many 50cc
- AK 550cc
- Visar 50cc, Visar S 50cc
- Candy Hermosa 50cc